# Bles (jurista)
Bles va ser un jurista romà, probablement una mica posterior en el temps a Gai Trebaci Testa, l'amic de Ciceró. Labeó parla d'ell al Digest i el menciona només pel cognom. És segur que formava part de la gens Semprònia i era de la família dels Bles.
S'han fet diverses conjectures per aclarir de quin Bles es tractava. Podria ser la mateixa persona que un procònsol d'Àfrica anomenat Quint Juni Bles (any 22) però el més probable és que sigui una mica anterior en el temps.